# مدارس ماندگار
مدارس ماندگار در ایران، مؤسسات آموزشی با پیشینه تاریخی و فرهنگی هستند که به عنوان شناسنامه نظام تعلیم و تربیت کشور شناخته می‌شوند. این مدارس بر اساس مصوبه سال ۱۳۸۴ شورای عالی آموزش و پرورش تحت شرایط مشخصی مجوز پیدا کردند تا با عنوان «مدرسه ماندگار» استمرار فعالیت داشته باشند. همچنین آیین‌نامه‌ای تحت عنوان «مدارس ماندگار» در سال ۱۴۰۱ به تصویب رسید که براساس آن مدارس دولتی که دارای مفاد و شرایط لحاظ شده در آن آیین‌نامه باشند، می‌توانند با مجوز کمیسیون معین شورای آموزش و پرورش به عنوان مدارس ماندگار شناخته شوند. داشتن ۷۵ سال قدمت و دایر بودن مدرسه، از جمله شاخص‌هایی است که برای انتخاب مدارس لحاظ شده است.

## فهرست
| عنوان          | موقعیت | ثبت           | منابع |
| -------------- | ------ | ------------- | ----- |
| دبیرستان البرز | تهران  | ۱۶ اسفند ۱۳۸۵ | [ ۶ ] |
| دبیرستان سعدی  | اصفهان |               | [ ۷ ] |
|                |        |               |       |